# Aglaodiaptomus clavipoides
Aglaodiaptomus clavipoides is een eenoogkreeftjessoort uit de familie van de Diaptomidae. De wetenschappelijke naam van de soort is voor het eerst geldig gepubliceerd in 1955 door Wilson M.S..